# Alonso Álvarez de Pineda
Alonso Álvarez de Pineda (Aldeacentenera, 1494 - † 1520 am Río Pánuco – beim heutigen Tampico) war ein spanischer Konquistador.

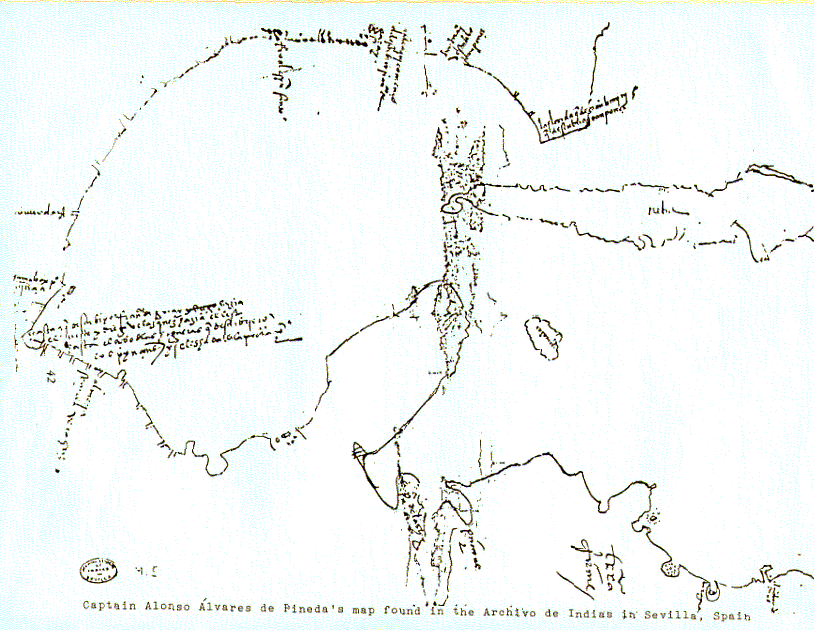
Karte der Golfküste von Alonso Álvarez de Pineda, 1519

Er wurde im Jahr 1519 durch den Statthalter von Jamaika, Francisco de Garay mit der näheren Erforschung des von Juan Ponce de León im Jahre 1513 entdeckten Florida beauftragt. Von Jamaika kommend, Kuba westlich umfahrend erreichte Pineda mit drei Schiffen und etwa 270 Männern die Golfküste von Florida wahrscheinlich in der Apalachee Bay. Danach steuerte er westwärts und entdeckte die Mündung des Mississippi River und reiste sodann bis zur Mündung des Río Pánuco – beim heutigen Tampico. Dort sollte er sodann im Jahre 1520 im Auftrag Garays eine Niederlassung gründen, fand aber bei Auseinandersetzung mit den Huaxteken den Tod. Der Widerstand der Bevölkerung gegen die spanischen Konquistadoren wurde von den Soldaten des Hernán Cortés gebrochen.
Álvarez de Pinedas Entdeckungsfahrt zeigte, dass es sich bei Florida nicht um eine Insel, sondern um eine mit dem nordamerikanischen Festland verbundene Halbinsel handelt.